# Lower Manhattan Development Corporation
De Lower Manhattan Development Corporation (LMDC) werd opgericht in november 2001, na de aanslagen op 11 september 2001. Aan de wederopbouw van Lower Manhattan is bijna 10 miljard dollar aan federale fondsen besteed.